# Scaramouche (Sibelius)

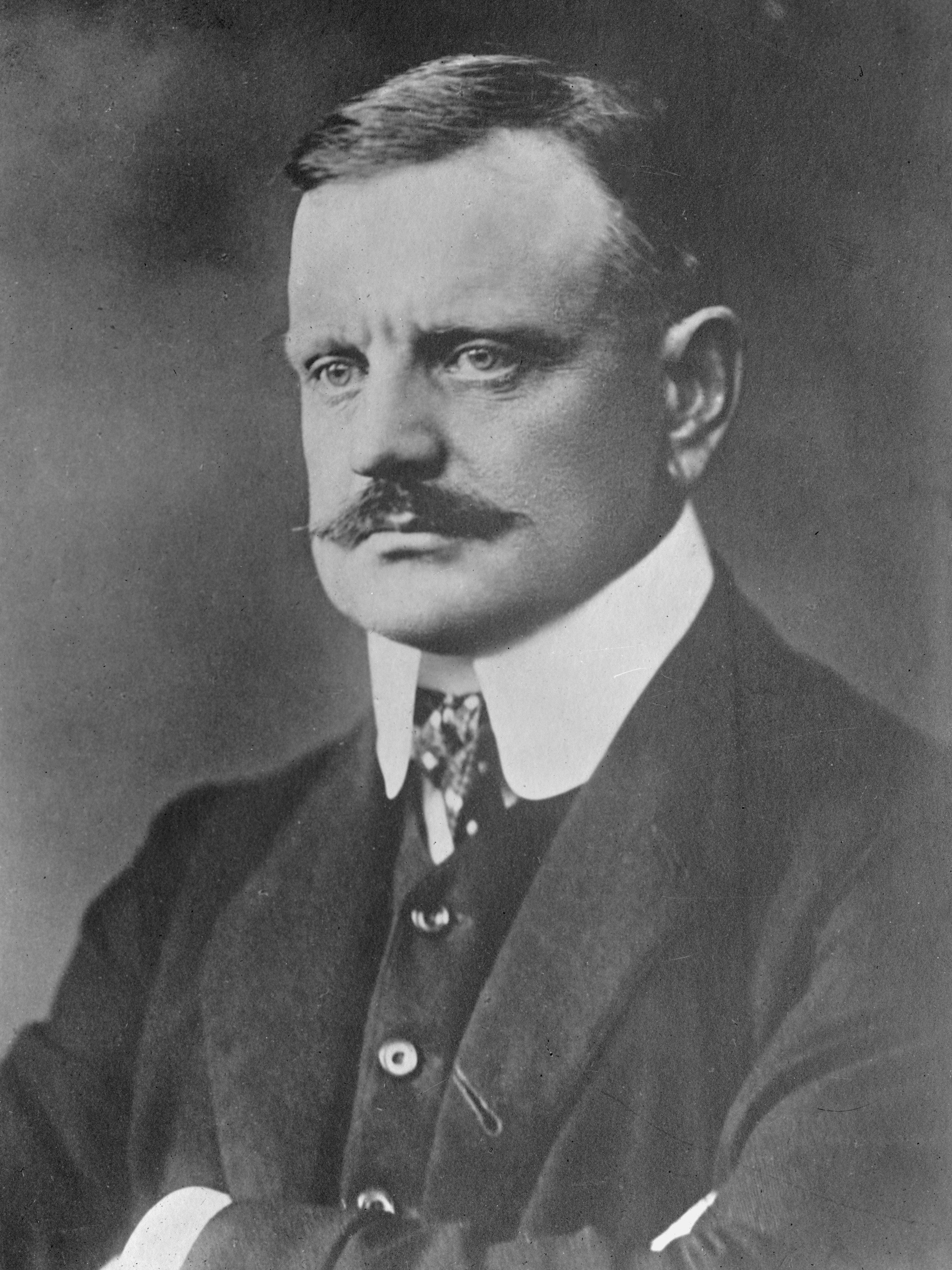
Retrato de Jean Sibelius

Scaramouche, Op. 71, es una música incidental de Jean Sibelius para una pantomima trágica de Poul Knudsen (1889-1974). Sibelius compuso la obra en 1913. Se estrenó en el Teatro Real de Copenhague el 12 de mayo de 1922, bajo la dirección de Georg Höeberg.